# モーケン族

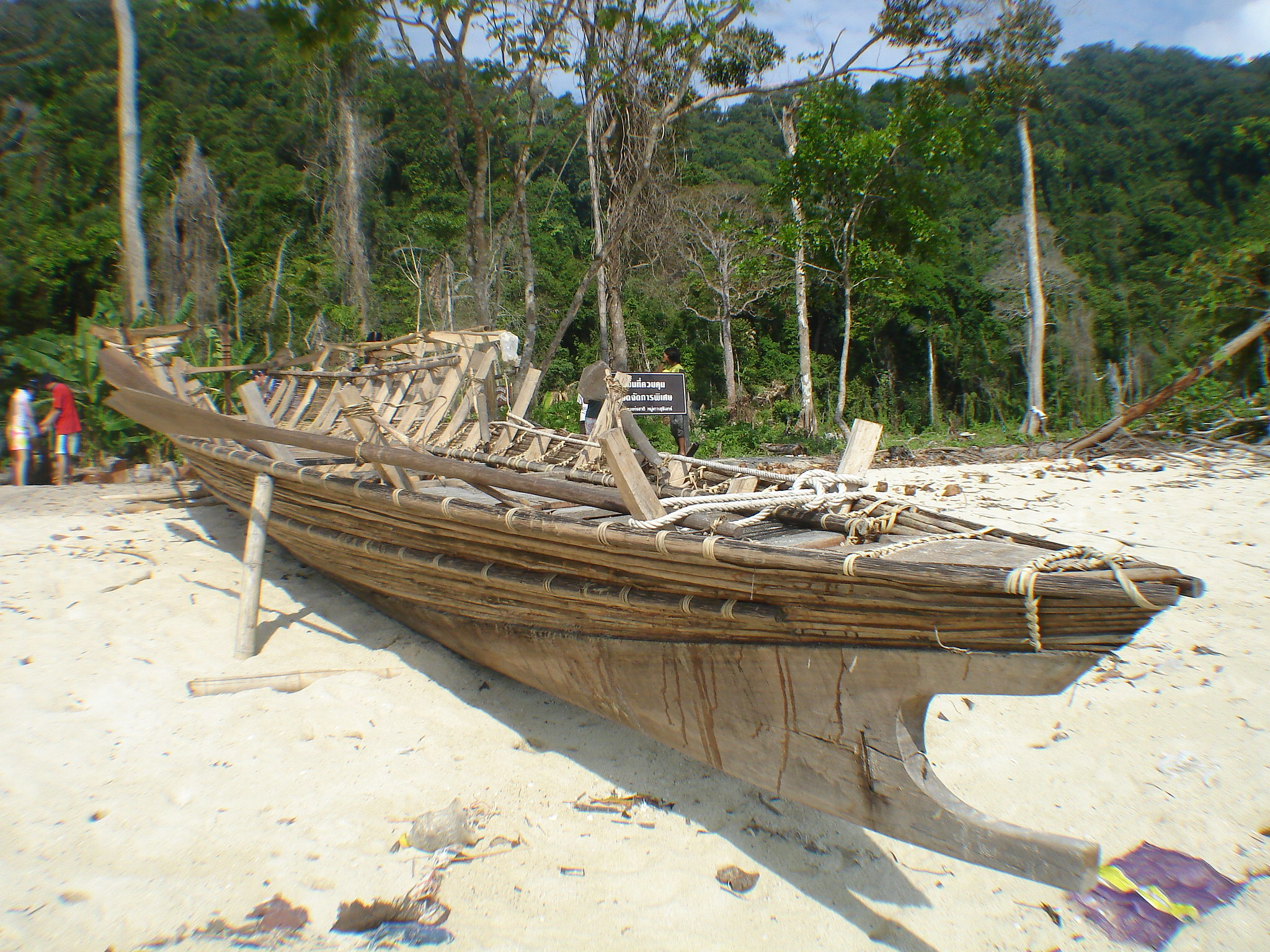
モーケン族の舟

モーケン族（Moken）とは、ほぼ一年中海上で過ごす海洋民族。モーケンやモーケン人とも呼ばれる。モーケンは自称で、ビルマ語ではサロン族と呼ばれる。別名「海のジプシー」。ただし｢海のジプシー｣という呼び名は東南アジアのいくつかの民族集団の総称であり、モーケン族のみを意味するものではない。オーストロネシア語族に属するモーケン語の他、タイ語やミャンマー語を使用する。

## 名前の由来
祖先の女王の妹の沈没を意味する。祖先である女王は、水と米と火をもたらした船乗りと結婚する。ところが、男は、女王の妹と姦通して、陸上から追い出された。

## 居住地
アンダマン海、タイ王国、ミャンマー、メルギー諸島の近海に暮らしている。ミャンマーとタイの政府はモーケン族を文化的に同化させようと試みてきたが、その成果は限られたものである。1990年の報告によると、ミャンマーの軍事政権は一部のモーケン族を陸地に強制移住させたという。
東京新聞によると、モーケン族は海岸沿いに高床住居を建てて陸上に定住しており、また、子供たちは内陸の学校に通うようになっているという。

## 生活
主に、カバンと呼ばれる家船(えぶね)に住んでいて、見知らぬものと出会うことを恐れている。しかし最近はミャンマー政府の政策により、海岸で定住生活をさせられている者もある。また、陸上での狩猟にも意外と長けている。ナマコを燻したものを売って現金収入を得て船の燃料を購入するなど、資本主義社会と無関係ではない生活をしている。一方で、その資本主義社会からやってくる商業船団によって魚介類を根こそぎもっていかれてしまうなど、生活が苦しくなってきている。
海を強く意識しているため、いくつかの地域のモーケン族は2004年12月のスマトラ島沖地震の際に津波の前兆をつかんでいたが、タイ・パンガー県のタプタワンなど沿岸部の村々では住宅やカバンに対する深刻な打撃に苦しめられた。